# David Duval
Pour les articles homonymes, voir Duval.
David Duval, né le 9 novembre 1971 à Jacksonville en Floride (États-Unis), est un golfeur américain. En 1999, il devient numéro 1 mondial devant Tiger Woods.

## En bref
- Taille : 1,83 m
- Poids : 81 kg
- Pro depuis : 1993

## Palmarès

### Ryder Cup
- Victoire en 1999
- Participation en 2002

### Majeurs
- Open britannique 2001

### PGA Tour
- 1997 Michelob Championship, Walt Disney World/Oldsmobile Classic, The Tour Championship
- 1998 Tucson Classic, Open de Houston, World Series of Golf, Michelob Championship
- 1999 Mercedes Championships, Bob Hope Classic, The Players Championship, BellSouth Classic
- 2000 Buick Challenge